# Совет поселений Иудеи и Самарии
Совет поселений, полное название Совет еврейских поселений Иудеи, Самарии и Газы (ивр.: מועצת יש"ע Моэцет ЕША, где ЕША — аббревиатура «Иудея, Самария и Сектор Газа») , представляет собой объединение глав муниципалитетов, местных и региональных советы Иудеи и Самарии, а в прошлом также в сектора Газа. Членами совета также являются ряд общественных деятелей. Совет был основан в 1980 году с целью продвигать поселенческое движение, представлять интересы поселенцев, а также вести разъяснительную работу в Израиле и за его пределами, добиваясь признания легитимности и важности этого движения.
Совет имеет поселенический орган, организацию "Амана, который отвечает за поселение и развитие в зоне ответственности Совета.
Во главе Совета поселений Иудеи и Самарии стоит Давид Эльхаяни; основателем организации выступил Исраэль Арэль.

## Деятельность
Будучи зонтичной организацией для органов власти в Иудее, Самарии и долине реки Иордан, совет способен сосредоточить усилия для решения вопросов в различных сферах, имеющих значение для всех поселений, таких как правовые аспекты, политика, связь с общественностью, инфраструктура и многое другое.
В целом, Совет стремится к совместной деятельности с органами государственной власти ради процветания поселенческого движения, однако выступает против правительственных решений, наносящих этому движению ущерб.
Поначалу Совет поселений Иудеи и Самарии частично финансировался за счет членских взносов, уплачиваемых представленными в нем администрациями. В ноябре 2004 года организация «Шалом ахшав» (ивр.: Мир сейчас) подала в Высший суд Израиля петицию против использования бюджетов местных советов не на муниципальные нужды. Высший суд издал временный указ, запрещающий перевод средств со стороны местных администраций, но в мае 2006 года он же постановил, что перевод средств является законным. На сегодняшний день основным источником финансирования совета являются членские взносы, уплачиваемые местными органами власти.

В последние годы Совет поселений Иудеи и Самарии постоянно работает в различных сферах, среди которых: распространение израильского суверенитета над Иудеей, Самарией и долиной реки Иордан, а также доведение численности местных жителей до одного миллиона. Совет поселений Иудеи и Самарии занимается важными программами совместно с различными министерствами: улучшает инфраструктуру путей сообщения, водоснабжения, электроснабжения, экономическое развития, защиту окружающей среды и многое другое.
В 2020 году Совет поселений Иудеи и Самарии протестовал против плана Трампа, суть которого, по мнению совета, состояла в признании палестинского государства и в создании трудностей для поселенческого движения в Иудеи и Самарии.

## Критика и реорганизация после выхода из Сектора Газа
После провала протеста против Плана размежевания (выход из Сектора Газы), некоторые противники размежевания высказали резкую критику в адрес Совета поселений. Критика была по поводу следующих моментов:
- сотрудничество с армейскими силами, предназначенными для выселения, и координация действий с ними — при внешней видимости, что с ними ведется борьба;
- введение общественности в заблуждение на митингах в Кфар-Маймоне и Сдероте: хотя Совет поселений Иудеи и Самарии давал понять митингующим, что планируется прорыв в Гуш-Катиф, на самом деле намерения его осуществить вовсе не было;
- подавление борьбы в самом Гуш-Катифе путем пресечения попыток активного сопротивления, главным образом в Неве-Декалим.

Вследствие этой критики в последующие после одностороннего размежевания годы Совет провел реорганизацию, дабы лучше представлять поселенцев и добиться большей их поддержки. Название организации было изменено на «Обновленный Совет поселений Иудеи и Самарии», после чего в него вступило много новых членов.
Даже после завершения выхода из сектора Газа и демонтажа всех его поселений Совет не убрал букву «аин» (первую в слове «Газа» на иврите) из своего названия.
Весной 2006 года, когда Советом поселений Иудеи и Самарии был сформулирован обновленный план действий (после одностороннего размежевания), было решено выпускать новый информационный бюллетень «Еша шелану» («Наши Иудея, Самария и Газа») под редакцией представителя Совета по связям с общественностью, чтобы представить Поселенческое движение в оптимистическом духе и создать платформу для выражения мнения Совета поселений Иудеи и Самарии в целом, так и мнений поселенцев Иудеи, Самарии и эвакуированных из сектора Газа в частности.

## Члены Совета
В совет входят 24 главы местных и региональных советов Иудеи, Самарии и Иорданской долины. Кроме них в пленум Совета входят еще 150 поселенцев. В правление Совета входят около 25 участников и в секретариат примерно 15 участников. Правление собирается раз в три недели и фактически руководит Советом. До реализации Плана размежевания в 2005 году в него также входили главы властей сектора Газа . В феврале 2020 года мэр Ариэля пригрозил уйти из совета из-за спора по поводу позиции Совета по «Сделке века» Дональда Трампа .
В настоящее время Совет возглавляет Давид Эльхаяни, глава регионального совета Иорданской долины .

## Информационный отдел
Иудея и Самария — информационный отдел — это орган, созданный в Совете поселений с целью углубления связи израильской общественности с Иудеей и Самарией . Этот орган был сформирован в 2008 году и работает в нескольких направлениях:
— организация ознакомительных туров для лиц, формирующих общественное мнение;
— распространение исследований и официальных справок по различным вопросам, связанным с Иудеей и Самарией;
— выпуск еженедельного буклета «Еша шелану», распространяющегося в синагогах в Израиле;
— подготовка специалистов, занятых в сфере общественного мнения («Каждый поселенец — активист разъяснительной работы»)
— помощь в организации информационных кампаний.
Деятельность отдела проходила под лозунгом «Иудея и Самария — нам пора познакомиться». После полувека поселенческого движения, когда вопрос Иудеи и Самарии поднимается ежедневно, руководители кампании решили, что пришла пора всем жителям Израиля познакомиться с просторами, жителями, национальным наследием, потенциалом Иудеи и Самарии, мнениями и мотивами представителей поселенческого движения.

Отдел был создан в связи с тем, что Совет поселений Иудеи и Самарии пришел к заключению, что в публичных дебатах о будущем Иудеи и Самарии оставались в стороне принципиальные и ценностные доводы, в частности тот факт, что территория Иудеи и Самарии — колыбель еврейской культуры.

В связи с провалом попыток помешать реализации плана одностороннего размежевания, руководство Совета поселений Иудеи и Самарии пришло к выводу, что против ценностных доводов, лежащих в основе подхода «территории за мир», одного апеллирования к вопросам обороноспособности государства недостаточно. Поэтому было решено, что против доводов касательно нарушений прав другого народа должны быть представлены аргументы о правах еврейского народа на эти израильские территории, подчеркивая их историческое, культурное и религиозное значение, упомянув выбор сионистского движения в пользу заселения Земли Израиля на фоне альтернатив, подобных плану Уганды.
Информационный отдел работает над укреплением связей между израильским обществом и Иудеей и Самарией, распространяет информацию по вопросам демографии, статуса Иудеи и Самарии в международном праве, еврейском наследии в Иудее и Самарии, безопасности и обороноспособных границ, а также нового еврейского поселенчества. Этой цели служат: информационные кампании, ознакомительный сайт, развитие туризма в Иудее и Самарии, разъяснительная работа, ориентированная на определенную аудиторию, участие в форумах и различных мероприятиях.
В рамках кампании «История всякого еврея» подчеркивалось, что многие события библейского и более поздних периодов происходили в Иудее и Самарии: сон Яакова, обоснование Святилища в Шило, сражения Маккавеев и др.

## Главы Совета поселений
| Там                | Срок полномочий           | Замечания                                                                                         |
| Исраэль Харель     | 1980 — 1995               | Основатель Совета поселений                                                                       |
| Пинхас Валлерштейн | 1995 — 1999               | Глава регионального совета Биньямин                                                               |
| Бени Кашриэль      | Июль 1999 — декабрь 2001  | Мэр Маале Адумим                                                                                  |
| Бенци Либерман     | Январь 2002 — июль 2007   | Глава регионального совета Самарии                                                                |
| Дани Даян          | Июль 2007 — январь 2013   | Позже израильский консул в Нью-Йорке                                                              |
| Ави Роэ            | Январь 2013 — ноябрь 2017 | Глава регионального совета Бинбямин, а затем советник министра обороны по вопросам урегулирования |
| Хананель Дорани    | Ноябрь 2017 — ноябрь 2019 | Глава местного совета Кедумим                                                                     |
| Давид Эльхаяни     | Ноябрь 2019 — в офисе     | Глава регионального совета Иорданской долины                                                      |